# Yardley Gobion
Yardley Gobion è un villaggio e parrocchia civile dell'Inghilterra, appartenente alla contea del Northamptonshire.